# هربرت فيليكس
هربرت فيليكس (بالألمانية: Herbert Felix؛ بالسويدية: Herbert Felix) هو رائد أعمال سويدي ونمساوي، ولد في 1908 في زنويمو في التشيك، وتوفي في 1973 في روما في إيطاليا.